# Pierre Tremblay (acteur)
Pour les articles homonymes, voir Pierre Tremblay et Tremblay.
Pierre Tremblay est un acteur québécois ayant fait principalement carrière à Hong Kong.

## Biographie
Il est né au Québec vers 1955. Il a poursuivi une carrière cinématographique à Hong Kong entre 1980 et 1996.

## Filmographie
Des films de Hong Kong et des nanars de Godfrey Ho.

## Distinctions
Il est célèbre pour avoir joué dans Flic ou ninja à cause d'un dialogue d'anthologie entre lui et Bruce Baron.

## Anecdotes
Il ne se double pas lui-même dans les versions françaises de ses films.